# Earl of Rosslyn

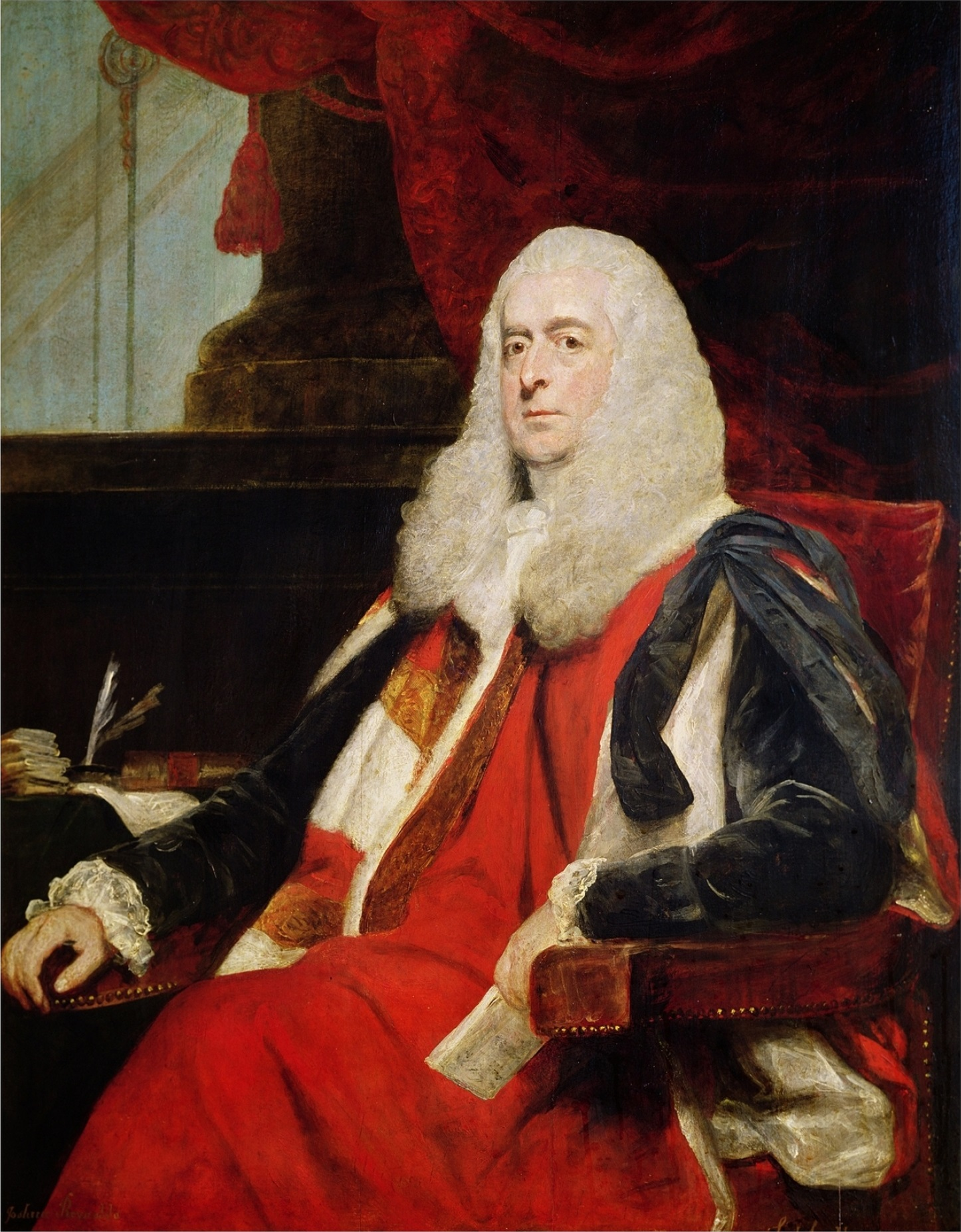
Alexander Wedderburn, 1. Earl of Rosslyn

Wappen der Earls of Rosslyn (seit 1805)

Earl of Rosslyn ist ein erblicher britischer Adelstitel in der Peerage of the United Kingdom. 

## Verleihung
Der Titel wurde am 21. April 1801 für Alexander Wedderburn, 1. Baron Loughborough geschaffen, anlässlich seines Ausscheidens aus dem Amt des Lordkanzlers. Da dessen einziger Sohn bereits 1794 gestorben war, wurde der Titel mit einer speziellen Anwartschaft verliehen, so dass er auch an seinen Neffen Sir James St. Clair-Erskine, 6. Baronet und dessen männlichen Nachkommen vererbbar war.

## Nachgeordnete Titel
Bereits am 17. Juni 1780 war Alexander Wedderburn der Titel Baron Loughborough, of Loughborough in the County of Leicester, verliehen. Dieser Titel gehörte zur Peerage of Great Britain und erlosch, als Alexander Wedderburn 1805 ohne Nachkommen starb.
Am 31. Oktober 1795 war Alexander Wedderburn zudem der Titel Baron Loughborough, of Loughborough in the County of Surrey, verliehen. Dieser Titel gehört ebenfalls zur Peerage of Great Britain und war wie die Earlswürde mit einer speziellen Anwartschaft zugunsten seines Neffen Sir James St. Clair-Erskine, 6. Baronet, versehen. Der Titel wurde entsprechend zusammen mit dem Earlstitel 1805 an ebendiesen und fortan an dessen Nachkommen vererbt und vom Titelerben (Heir Apparent) des Earls als Höflichkeitstitel geführt.

## Earls of Rosslyn (1801)
- Alexander Wedderburn, 1. Earl of Rosslyn (1733–1805)
- James St. Clair-Erskine, 2. Earl of Rosslyn (1762–1837)
- James St. Clair-Erskine, 3. Earl of Rosslyn (1802–1866)
- Robert St. Clair-Erskine, 4. Earl of Rosslyn (1833–1890)
- James St. Clair-Erskine, 5. Earl of Rosslyn (1869–1939)
- Anthony St. Clair-Erskine, 6. Earl of Rosslyn (1917–1977)
- Peter St. Clair-Erskine, 7. Earl of Rosslyn (* 1958)

Titelerbe ist der Sohn des derzeitigen Earls, Jamie William St. Clair-Erskine, Lord Loughborough (* 1986).